# Zoltán Halmay
Zoltán Halmay (n. 18 iunie 1881, Vysoká pri Morave, Districtul Malacky, Slovacia – d. 20 mai 1956, Budapesta, Republica Populară Ungară) a fost un fotbalist maghiar, medaliat olimpic. A participat la 4 ediții ale Jocurilor Olimpice (1900, 1904, 1906, 1908) în care a câștigat două medalii de aur, 4 medalii de argint și o medalie de bronz.